# Rakowo Małe (osada)
Rakowo Małe – osada w Polsce położona w województwie warmińsko-mazurskim, w powiecie piskim, w gminie Biała Piska. W latach 1975–1998 miejscowość administracyjnie należała do województwa suwalskiego.
Osada Rakowo Małe, pierwotnie nazywana Rakowo.

## Historia
Wieś Rakowo powstała w ramach kolonizacji Wielkiej Puszczy. Wcześniej był to obszar Galindii. Wieś ziemiańska, dobra służebne w posiadaniu drobnego rycerstwa (tak zwani wolni, ziemianie w język staropolskim), z obowiązkiem służby rycerskiej (zbrojnej) .
Osada powstała w czasie panowania księcia Albrechta, należała do parafii Drygały, od 1579 do parafii w Różyńsku. Początkowo wieś liczyła 11 łanów, później jedynie 10 na prawie magdeburskim z wariantem dla obojga płci. Służba wojskowa w wysokości 1/5, pełniona była razem z obowiązkiem służby zbrojnej dla wsi Monety. Wieś powstała w wyniku nadania z 1532 r., przez wydzielenie z Monet. W wieku XVII ponownie łany z Rakowa liczone były łącznie z Monetami. W 1556 wieś należała do rodziny Rakowskich .